# Altônia
Altônia är en kommun i Brasilien.   Den ligger i delstaten Paraná, i den södra delen av landet, 1 100 km sydväst om huvudstaden Brasília. Antalet invånare är 20 516. Arean är 662 kvadratkilometer.
Terrängen i Altônia är huvudsakligen platt.
Följande samhällen finns i Altônia:
- Altãnia

Trakten runt Altônia består i huvudsak av gräsmarker. Runt Altônia är det ganska glesbefolkat, med 21 invånare per kvadratkilometer.